# Aloe arabica
Aloe arabica é uma espécie de liliopsida do gênero Aloe, pertencente à família Asphodelaceae.